# Ligeria latigena
Ligeria latigena là một loài ruồi trong họ Tachinidae.